# 1985 (2018)
1985 ist ein Filmdrama von Yen Tan, das am 9. März 2018 im Rahmen des South by Southwest Film Festivals seine Premiere feierte und am 26. Oktober 2019 in ausgewählten US-Kinos startete.

## Handlung
Der verschlossene Adrian Lester begibt sich von New York für die Feiertage zu seinem alten Zuhause nach Texas. Der Mittzwanziger war drei Jahre nicht mehr in Fort Worth und will Weihnachten nutzen, seiner Familie von seiner HIV-Infektion zu berichten. Seine Mutter Eileen erdrückt ihn fast mit Aufmerksamkeit und Zuneigung, während sein jüngerer Bruder Andrew erst einmal auf Distanz geht.

## Produktion
Regie führte Yen Tan. Es handelt sich bei 1985 um eine Erweiterung von Tans gleichnamigen Kurzfilm aus dem Jahr 2016. Nachdem Tan in seinem letzten Spielfilm Pit Stop die Einsamkeit schwuler Männer in einer Kleinstadt in Texas gezeigt hatte, stellte er in 1985 einen jungen Mann ins Zentrum der Geschichte, der im Bibelgürtel aufgewachsen ist. David Rooney von The Hollywood Reporter geht davon aus, dass sich die dortige Situation für viele Jugendliche, die in ähnlichen Verhältnissen aufwuchsen, in den letzten 30 Jahren nicht sehr verändert hat.

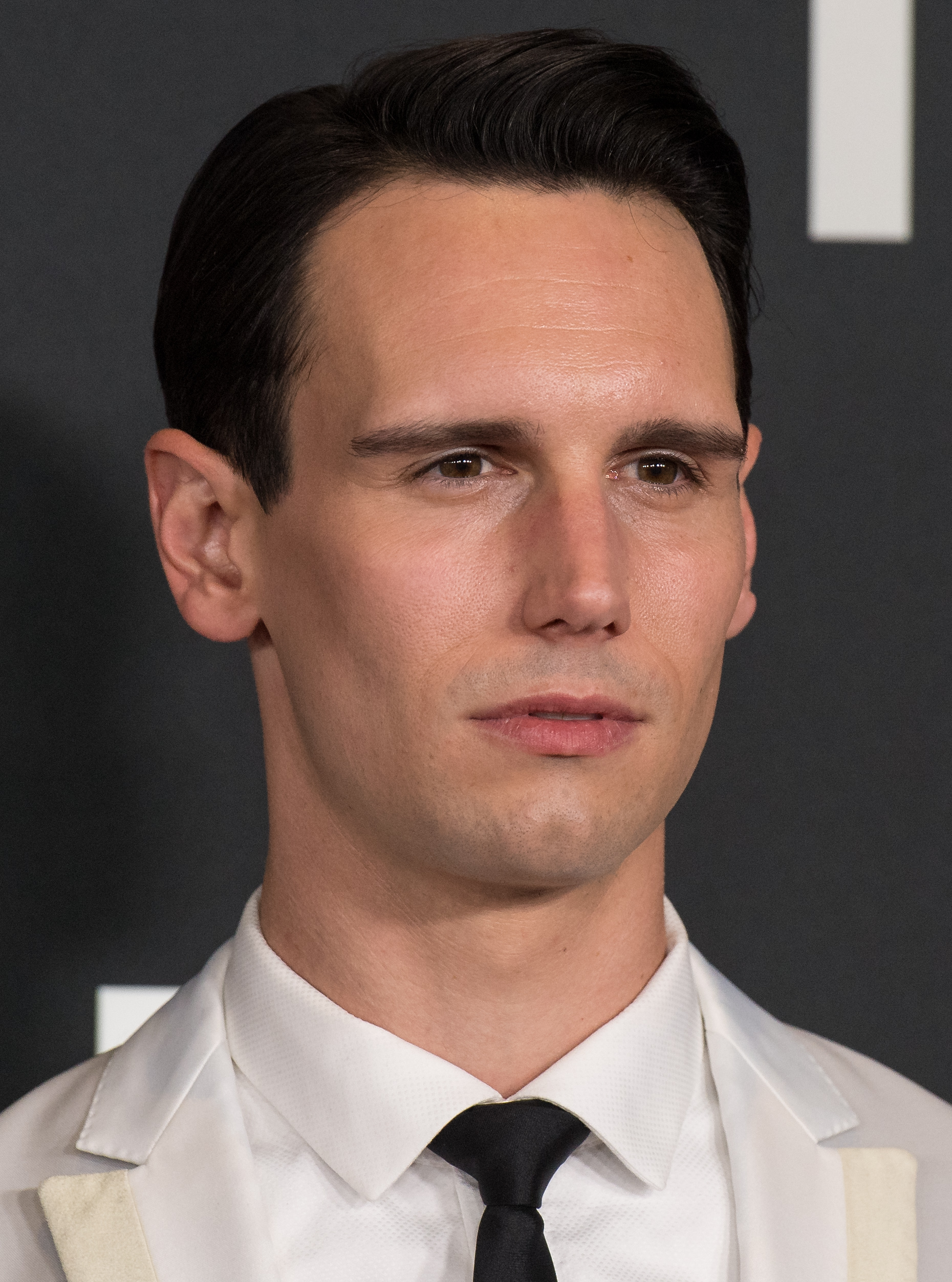
Cory Michael Smith übernahm die Hauptrolle von Adrian Smith

Cory Michael Smith übernahm die Rolle des Heimkehrers Adrian Smith. Virginia Madsen spielt seine Mutter Eileen, Aidan Langford seinen Bruder Andrew. Die Rolle des vietnamesischen Tierarztes Dale übernahm Michael Chiklis.
Der Film wurde in Schwarzweiß im 16-mm-Format gedreht.
Als Kameramann fungierte Hutch.
Der Film feierte am 9. März 2018 im Rahmen des South by Southwest Film Festivals seine Premiere. Ein Kinostart in Brasilien erfolgte am 25. April 2019. Am 26. Oktober 2019 soll er in ausgewählte US-Kinos kommen.

## Rezeption

### Altersfreigabe
In Deutschland wurde der Film von der FSK ohne Altersbeschränkung freigegeben.

### Kritiken
Der Film stieß bislang auf die Zustimmung von 96 Prozent aller Kritiker bei Rotten Tomatoes und erreichte hierbei eine durchschnittliche Bewertung von 7,5 der möglichen 10 Punkte. Bei Metacritic erhielt der Film einen Metascore von 71 von 100 möglichen Punkten.
David Rooney von The Hollywood Reporter schreibt, wenn die Texturen von 16-mm-Schwarz-Weiß-Aufnahmen und die ruhige melodische Filmmusik Echos der Vergangenheit beschwören, sei die Motivation, solch eine düstere Zeit in der Queer-Geschichte noch einmal zu sehen, nicht sofort klar, doch Yen Tan scheine auf die rückschrittliche Verschärfung hartnäckiger konservativer Werte und Intoleranz eines Lebens von heute in den USA zu reagieren.

### Auszeichnungen
Barcelona International Gay & Lesbian Film Festival 2018
- Auszeichnung als Bester Film mit dem Jury Award (Millor Pel·lícula) (Yen Tan und Hutch)

Champs-Élysées Film Festival 2018
- Auszeichnung mit dem Publikumspreis – Best American Feature Film (Yen Tan)
- Auszeichnung mit dem Student Jury Award (Yen Tan)
- Nominierung für den Prix du jury – Longs métrages américains (Yen Tan)

Dallas International Film Festival 2018
- Auszeichnung mit dem Grand Jury Prize im Texas Competition (Yen Tan)

Hamptons International Film Festival 2018
- Nominierung für den Golden Starfish Award – Narrative Feature (Yen Tan)

L.A. Outfest 2018
- Auszeichnung für das Beste Drehbuch mit dem Grand Jury Award (Yen Tan)

Nashville Film Festival 2018
- Nominierung für den Grand Jury Prize im Bridgestone Narrative Feature Competition (Yen Tan)

South by Southwest Film Festival 2018 
- Nominierung für den SXSW Adam Yauch Hörnblowér Award (Yen Tan)